# Mycoplasma muris
Mycoplasma muris è una specie di batterio appartenente alla famiglia delle Mycoplasmataceae.